# Stirling III BF461
Stirling III BF461 var et engelsk bombe- og minelægningsfly der styrtede ned ved Kallerup i Thy den 4. november 1943. Stirling flyet blev skudt ned af 2 tyske JU88 natjagere i forbindelse med en mineudlægningsoperation til Østersøen.
Fem overlevende fra flystyrtet blev taget til fange, mens én flygtede fra Thisted Sygehus og blev hjulpet til Sverige. Et dræbt besætningsmedlem, William James Champion, blev begravet den 13. november 1943. Under samme operation styrtede Stirling III BK778 ned ved Beersted omkring 2 km mod syd.